# 本黒田駅

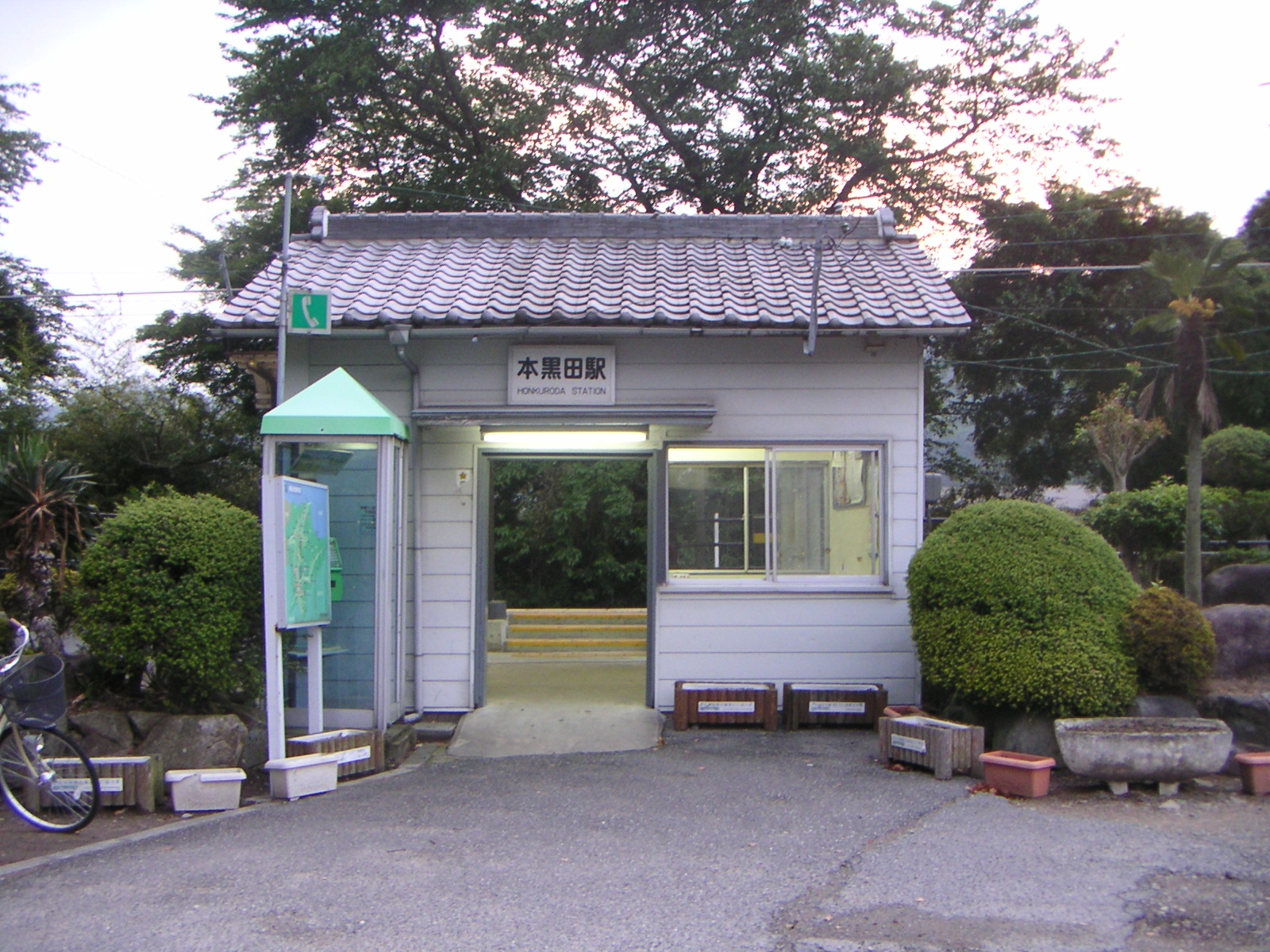
公衆電話があった頃の旧駅舎（2008年5月）

本黒田駅（ほんくろだえき）は、兵庫県西脇市黒田庄町黒田にある、西日本旅客鉄道（JR西日本）加古川線の駅である。

## 歴史
- 1924年（大正13年）12月27日：播丹鉄道 野村駅（現在の西脇市駅） - 谷川駅間の開通と同時に開業[1][2]。旅客・貨物の取扱を開始[1][3]。
- 1943年（昭和18年）6月1日：播丹鉄道の国有化により鉄道省加古川線の駅となる[4]。
- 1964年（昭和39年）11月1日：貨物の取扱を廃止[1]。
- 1973年（昭和48年）10月1日：荷物の取扱を廃止[1]。
- 1986年（昭和61年）11月1日：無人化[5]。
- 1987年（昭和62年）4月1日：国鉄分割民営化により西日本旅客鉄道の駅となる[1]。
- 1990年（平成2年）6月1日：加古川鉄道部発足により、その管轄となる。
- 2009年（平成21年）7月1日：加古川鉄道部廃止に伴い神戸支社直轄へ変更され、加古川駅の被管理駅となる[6][7]。
- 2020年（令和2年）3月：旧駅舎の解体が完了する。

## 駅構造
谷川方面に向かって右側に単式ホーム1面1線を持つ地上駅（停留所）。かつては相対式2面2線だったが、片側は撤去された。ホームにはスロープが付いている。
加古川駅管理の無人駅であり、自動券売機・乗車駅証明書発行機とも設置されていない。トイレや電話ボックスは撤去された。

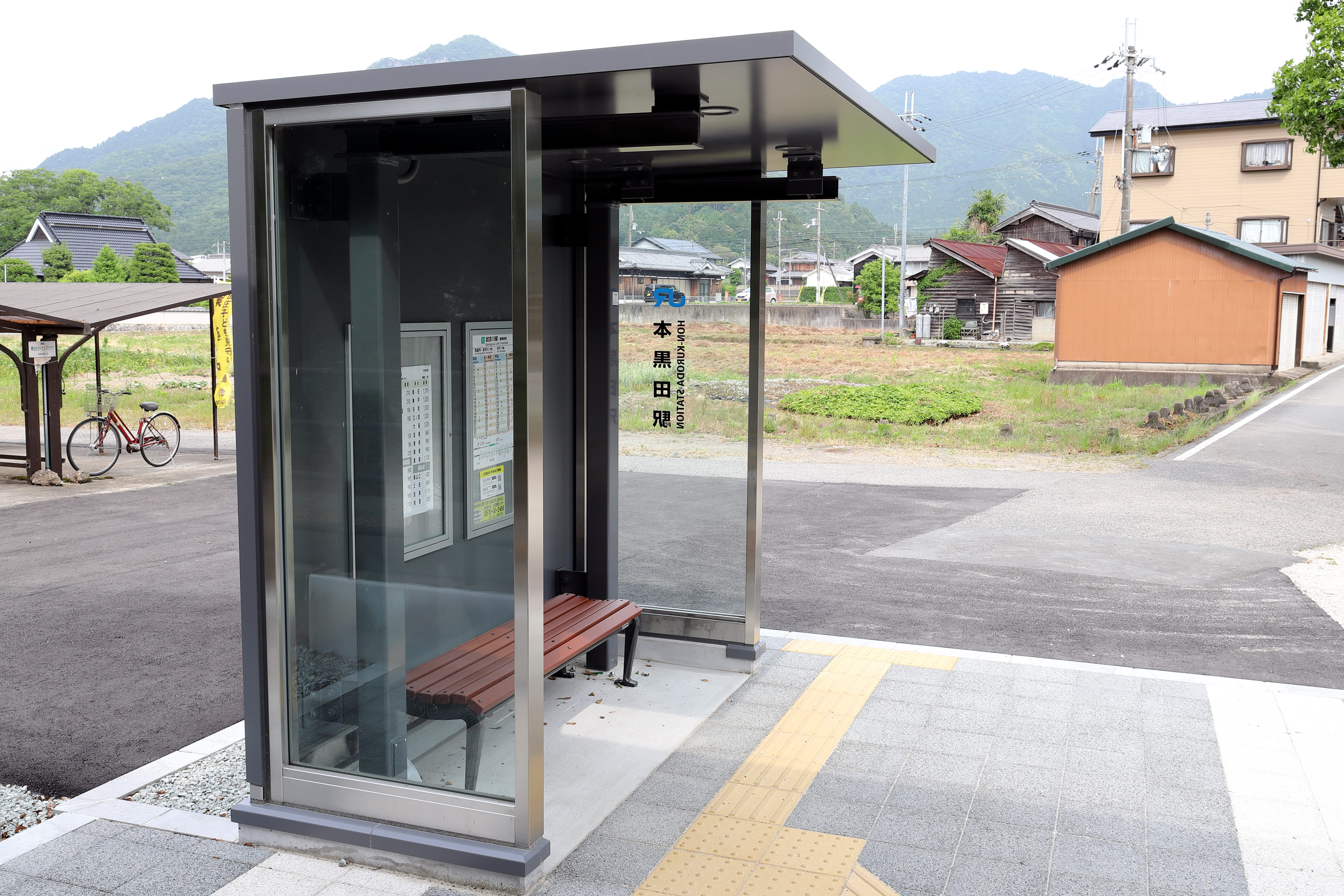
待合室と駅前風景（2020年6月）
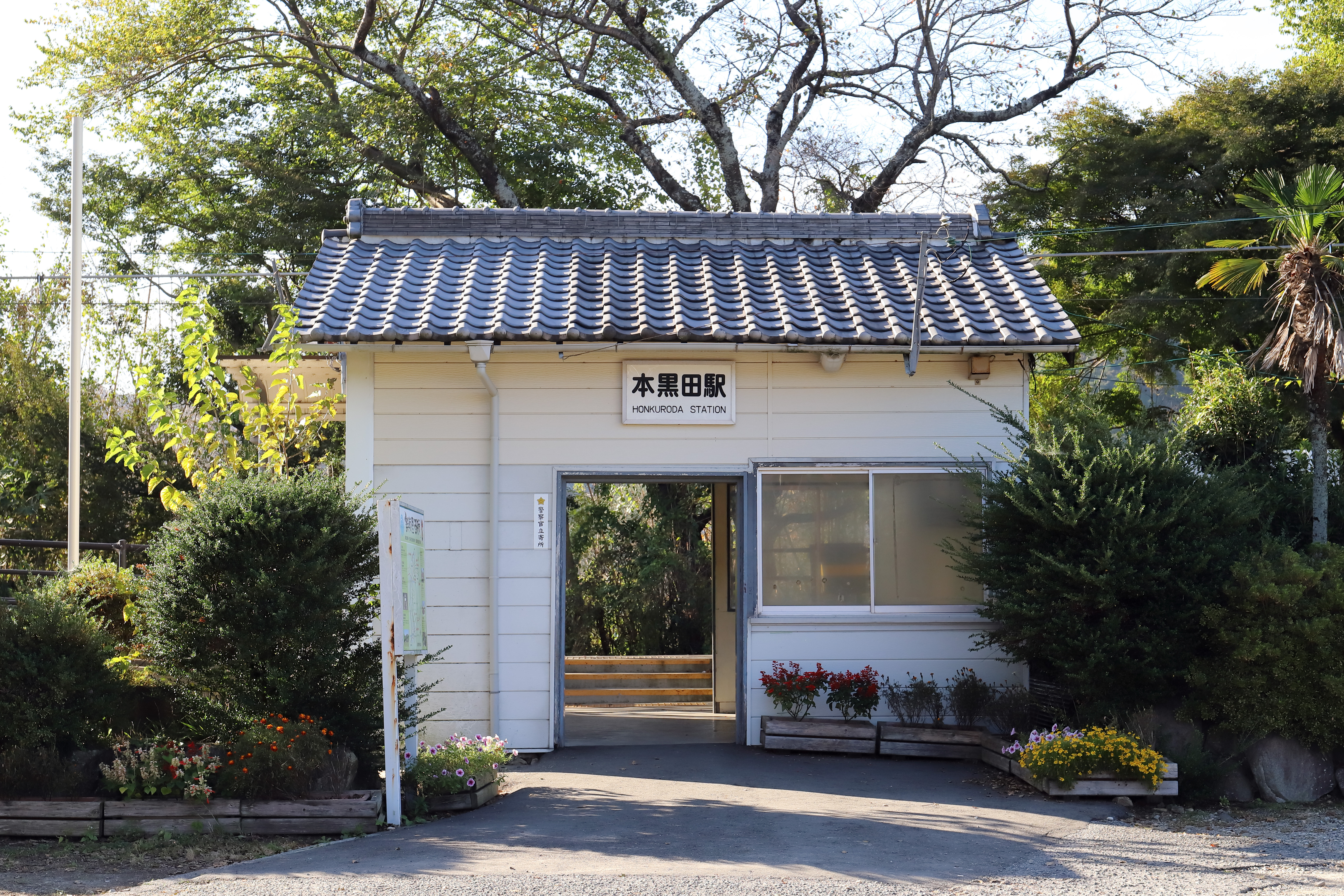
公衆電話がなくなった旧駅舎（2019年11月）
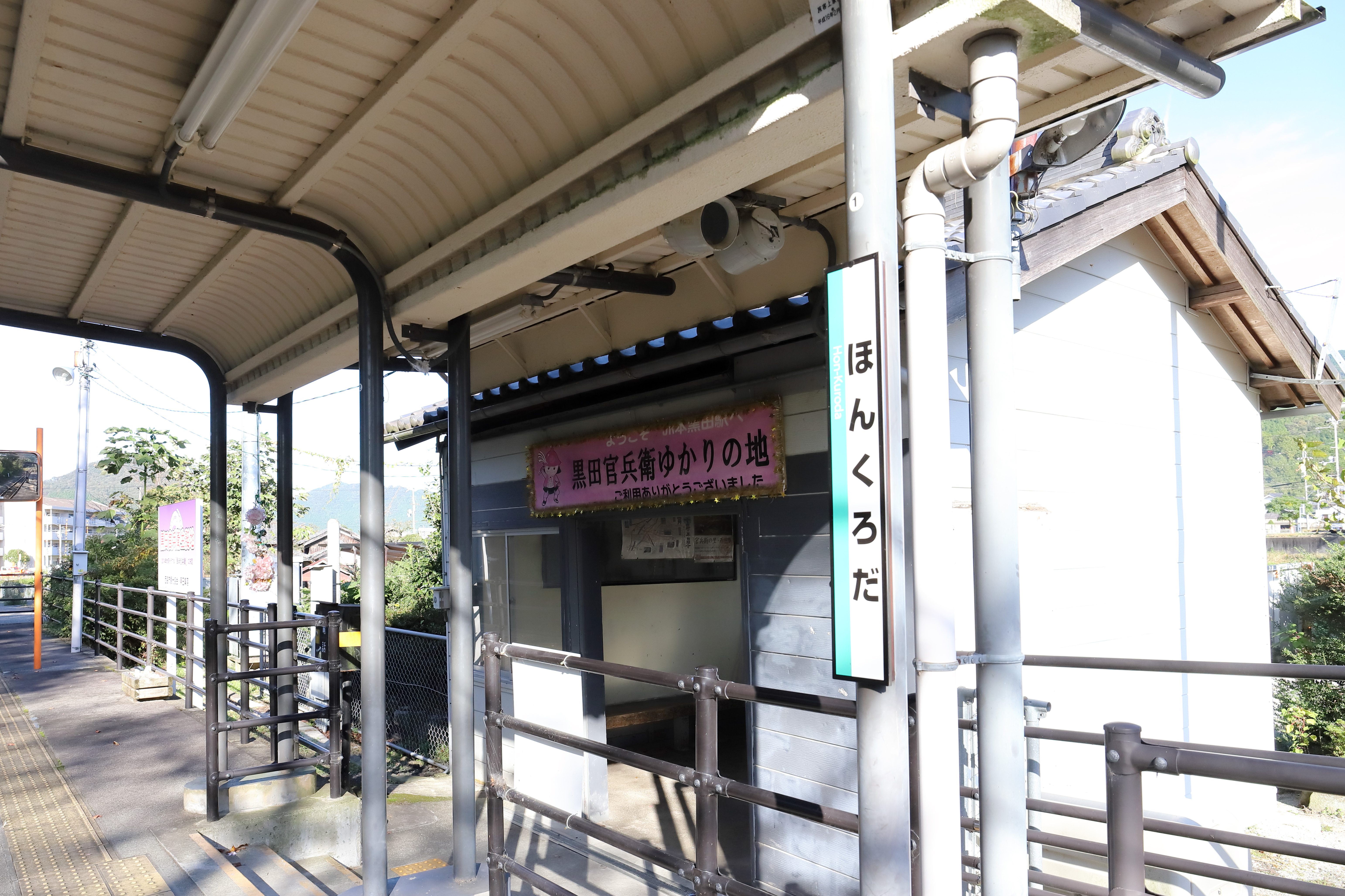
ホーム側から撮影した旧駅待合室（2019年11月）
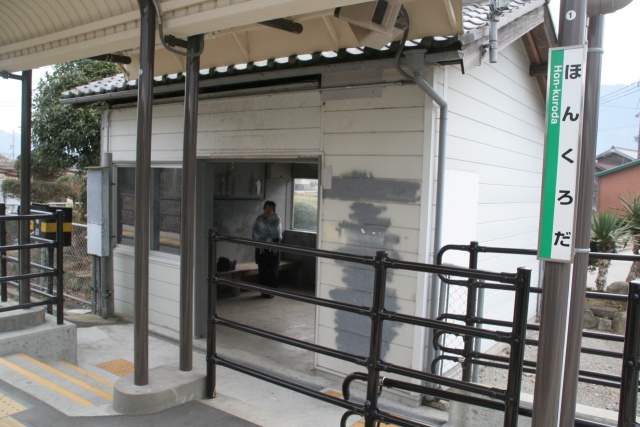
列車内から撮影した旧駅待合室（2007年2月）

## 利用状況
「兵庫県統計書」によると、2023年（令和5年）度の1日平均乗車人員は40人である。
近年の1日平均乗車人員は以下の通りである。
| 年度   | 1日平均 乗車人員 |
| ------ | ---------------- |
| 2000年 | 41               |
| 2001年 | 38               |
| 2002年 | 33               |
| 2003年 | 35               |
| 2004年 | 33               |
| 2005年 | 30               |
| 2006年 | 28               |
| 2007年 | 32               |
| 2008年 | 28               |
| 2009年 | 29               |
| 2010年 | 26               |
| 2011年 | 31               |
| 2012年 | 30               |
| 2013年 | 36               |
| 2014年 | 30               |
| 2015年 | 31               |
| 2016年 | 32               |
| 2017年 | 29               |
| 2018年 | 33               |
| 2019年 | 34               |
| 2020年 | 31               |
| 2021年 | 34               |
| 2022年 | 36               |
| 2023年 | 40               |

## 駅周辺
- 本黒田簡易郵便局
- 西脇市立黒田庄中学校[10]
- 黒田城跡
- 荘厳寺
- 大山記念病院
- 国道175号
- 兵庫県道174号本黒田停車場線
- 兵庫県道294号黒田庄多井田線
- ウイング神姫「本黒田駅前」停留所 - 兵庫県道294号線沿い

## 隣の駅
西日本旅客鉄道（JR西日本）
 加古川線
黒田庄駅 - 本黒田駅 - 船町口駅